# Gelbwangenkakadu
Der Gelbwangenkakadu (Cacatua sulphurea) ist eine Art aus der Familie der Kakadus aus der Gattung der Eigentlichen Kakadus. Hauptsächlich lebt der mittelgroße Papagei auf Sulawesi und den Kleinen Sundainseln.
Mit seinem überwiegend weißen Gefieder und gelber Federkrone ähnelt der 33 cm lange Gelbwangenkakadu sehr dem australischen Gelbhaubenkakadu, der 50 cm erreicht. Diesem fehlen die Ohrenflecken, gelbe Federn an den Wangen, wie sie für den Gelbwangenkakadu charakteristisch sind.

## Erscheinungsbild
Die Nominatform des Gelbwangenkakadus erreicht eine Körpergröße von etwa 33 cm. Das Federkleid ist überwiegend weiß. Auffallend ist der gelbe Ohrfleck. Die Haubenfedern sind lang und nach oben gebogen. Bei der Nominatform sind diese zitronengelb. Neben den gelben Hauben-, Wangen- und Schwanzfedern sind alle Federn am Kopf, Nacken und der Kehle an ihrer Basis gelb. Die Haubendeckfedern sind dagegen weiß. Die Hand- und Armschwingen sind auf der Unterseite der Innenfahnen gelb. Der Schnabel ist groß und gräulichschwarz. Die Iris ist braunschwarz. Der Augenring ist unbefiedert und weißlich. Die Zehen sind grau. Noch nicht geschlechtsreife Jungvögel gleichen den ausgewachsenen Gelbwangenkakadus, allerdings ist bei ihnen die Iris dunkelgrau. Es besteht kein augenfälliger Geschlechtsdimorphismus.

## Die Unterarten und ihre Verbreitungsgebiete

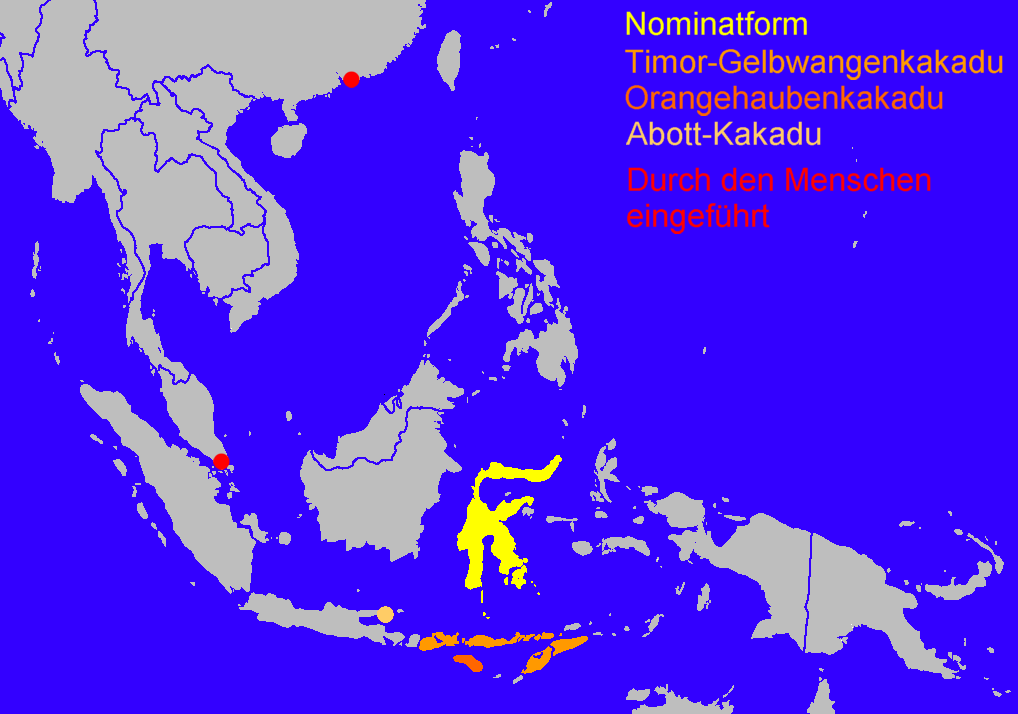
Verbreitungskarte der Unterarten des Gelbwangenkakadus

Juniper und Parr nennen vier Unterarten des Gelbwangenkakadus: die Nominatform C. sulphurea sulphurea (Gmelin, 1788) auf Sulawesi und den Inseln um Flores; Timor-Gelbwangenkakadu C. s. parvula (Bonaparte, 1850) auf Lombok, Sumbawa, Flores; C. s. abbotti (Oberholser, 1917) auf Besar und den Orangehaubenkakadu Cacatua sulphurea citrinocristata (Fraser, 1844) auf Sumba. Franz Robiller nennt zusätzlich die zwei Unterarten C. s. djampeana (auf Kayuyadi, Jampea, Kalaotoa, Madu, Alor und weiteren kleinen Inselchen) und C. s. occidentalis (auf Timor).
Das ursprüngliche Verbreitungsgebiet des Gelbwangenkakadus liegt auf Sulawesi, den Kleinen Sundainseln und einer kleinen Insel in der Javasee. Das Verbreitungsgebiet erstreckt sich damit auf eine kleine Zone nördlich und südlich des Äquators und gehört zum tropischen Klimabereich.
Der bis vor kurzem als Unterart des Gelbwangenkakadus geführte Orangehaubenkakadu (C. citrinocristata) gilt jetzt als eigenständige Art.

### NominatformC. sulphurea sulphurea

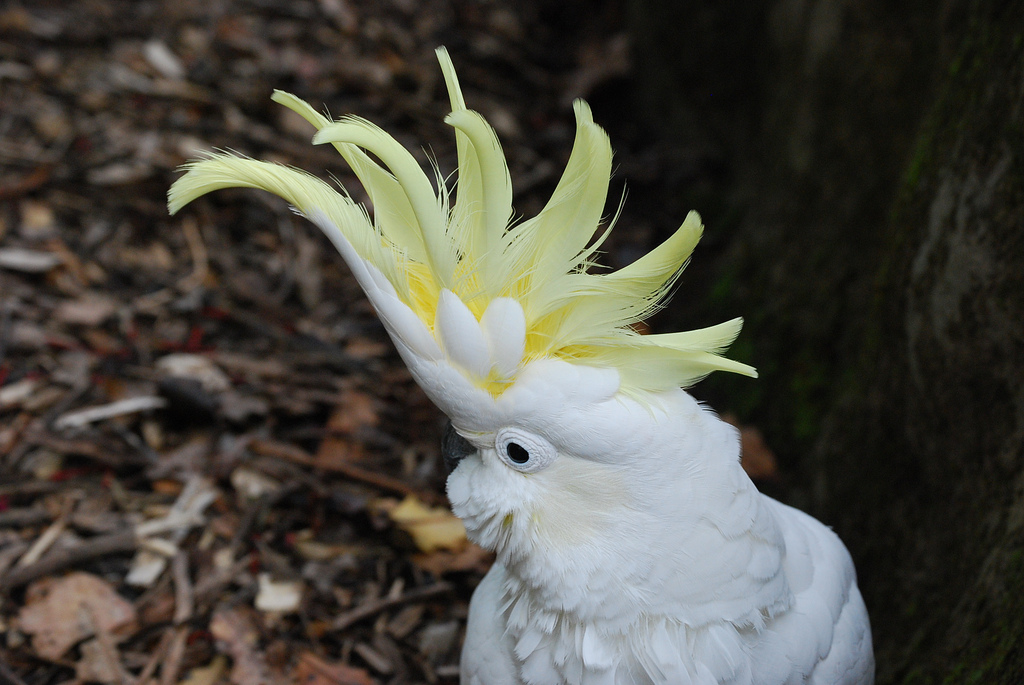
Porträtaufnahme

Auf Sulawesi lebt die Nominatform, die auf der 189.000 km² großen Insel das größte Verbreitungsgebiet der verschiedenen Unterarten hat. Außerdem findet sie sich auf Butung (Buton) und weiteren Sulawesi vorgelagerten Inseln.

### Timor-GelbwangenkakaduC. s. parvula
Der Timor-Gelbwangenkakadu, der sich vor allem durch den kleineren Schnabel von der Nominatform unterscheidet, ist auf den Inseln Timor, Alor, Lombok, Sumbawa, Flores, Komodo, Pantar und Semau beheimatet. Größere Populationen finden sich in Osttimor, während in den indonesischen Teilen des Verbreitungsgebietes der Gelbwangenkakadus der Bestand durch illegale Fänge zur Haustierhaltung stark zurückgegangen ist.

### Abbott-KakaduC. s. abbotti
Abbott-Kakadus haben einen weniger ausgeprägten gelben Ohrfleck als die Nominatform und sind mit 40 cm größer als die Nominatform.
Der Abbott-Kakadu galt bereits als ausgestorben, bis 2008 vier Brutpaare und zwei Jungtiere auf der 500 Hektar großen Insel Masalembu Kecil (Masalembu-Inseln) nordöstlich von Java entdeckt wurden. Damit hat der Abbott-Kakadu das kleinste und westlichste Verbreitungsgebiet aller Unterarten.

### Neozooen in Asien

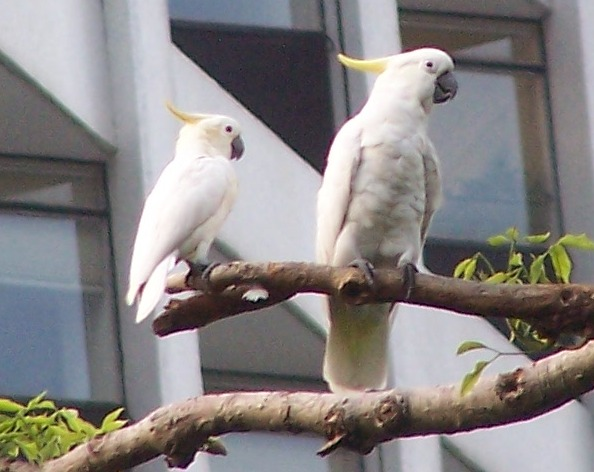
Ein Gelbwangenkakadu (links) und ein Gelbhaubenkakadu in einem Park in Hongkong.

In Hongkong und Singapur gibt es kleine Populationen, die aus freigelassenen und geflüchteten Heimtieren entstanden sind.

## Lebensraum und Lebensweise
Bewohner von offenen Waldgebieten, besonders am Waldrand sowie landwirtschaftlich genutzten Gebieten z. B. Kokospalmenplantagen bis zu einer Höhe von 800, gelegentlich 1200 m über dem Meeresspiegel.
Der Gelbwangenkakadu ernährt sich vegetabil von Blüten, Beeren, Samen, Früchten oder Nüssen, von denen nur wenige Nahrungspflanzenarten bekannt sind, etwa die zu den gebietsfremden Nutzpflanzen zählenden Blüten und Früchte von Kokospalme sowie Mais.
Es sind tagaktive Vögel, die außerhalb der Brutzeit in kleinen Gruppen und Familienverbänden leben. Sie beginnen ihren Tag mit einer Phase der Gefiederpflege. Während dieser Zeit sind die Rufe der Gelbwangenkakadus weithin zu hören. Anschließend suchen sie ihre Nahrungsgründe auf. In der heißesten Phase des Tages ruhen die Gelbwangenkakadus meist in Baumkronen. Erst am Nachmittag gehen sie erneut auf Nahrungssuche. Am Spätnachmittag kehren sie zu ihren Schlafbäumen zurück, die meist über einen längeren Zeitraum als solche genutzt werden.

### Komfortverhalten
Gelbwangenkakadus zeigen typisches Komfortverhalten; Lantermann nutzt eine Abbildung, die die Pflege des Flügelgefieders und der Beine zeigt, als Illustration des entsprechenden Kapitels in Papageienkunde. Dieses Verhalten wirkt stimmungsübertragend.

### Gefährdungen und Schutz

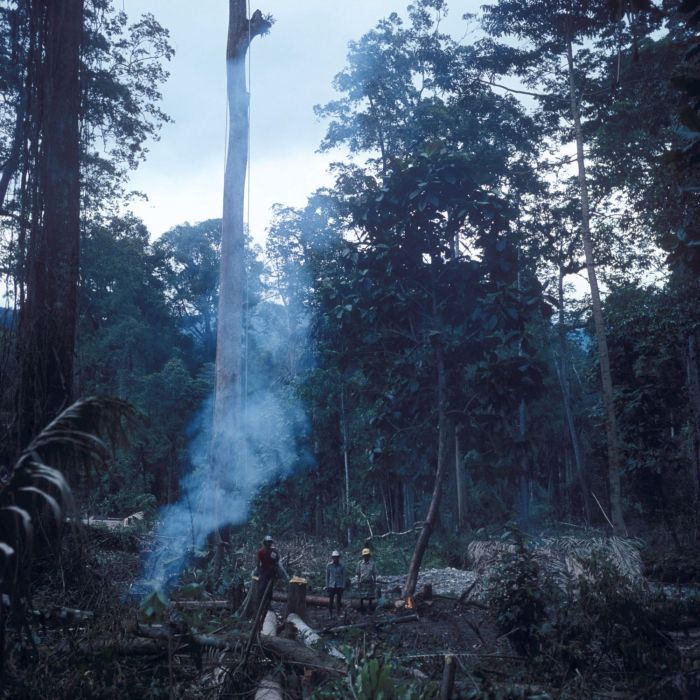
Eine Gefährdungsursache: Habitatvernichtung auf Sulawesi. Rodungsarbeiten 1980

Die Gefährdungsursache liegt nicht nur im Rückgang von Nistmöglichkeiten, sondern vor allem im Fang und dem Handel, wie für den Orangehaubenkakadu gut belegt ist.
Aufgrund der starken Gefährdung erfolgte im Washingtoner Artenschutzübereinkommen (engl. Cites) eine Stärkung des Schutzstatus von dem des Anhang II zu dem des Anhang I. Die IUCN setzte den Bedrohungsstatus im Jahr 2000 vom seit 1988 bestehenden „Endangered“ auf „Critically Endangered“ hoch, auf welchem die Art auch weiterhin verblieben ist. Seit 2005 ist die Art in Anhang A zur EU-Artenschutz-VO aufgenommen, also etwa die Vermarktung von lebenden Tieren wie Teilen toter Tiere in der EU verboten.
Mitte der 90er-Jahre wurden in Deutschland Maßnahmen zur Erhaltung des Orangehaubenkakadus in Gefangenschaft durch Zucht auch im Rahmen eines Europäischen Erhaltungszuchtprogramms getroffen, die international ausstrahlten.

## Fortpflanzung
Die Fortpflanzungszeit ist wesentlich vom Beginn der Regenzeit bestimmt. Mit ihrem Einsetzen sondern sich die Brutpaare von den Trupps ab und nehmen ihre Brutreviere in Besitz. Gelbwangenkakadus sind Höhlenbrüter. Das Gelege besteht normalerweise aus zwei bis drei, seltener aus vier Eiern. Der Legeabstand beträgt etwa zwei Tage. Beide Elternvögel brüten. Dabei sitzt das Weibchen das nächtliche Brutgeschäft. Die Brutdauer beträgt etwa 28 Tage. Die Jungvögel verlassen die Nisthöhle mit einem Lebensalter von etwa 60 bis 65 Tagen. Sie werden anschließend noch über eine längere Zeit von beiden Elternvögeln gefüttert und geführt.
Bei der Kopulation sitzt das Männchen auf dem Weibchen. Die Männchen können, wie auch bei anderen Kakaduarten, in der Brutzeit (zumindest in Gefangenschaft) äußerst aggressiv gegen die Weibchen sein, sie können die Weibchen zu Tode hetzen.

## Haltung und Kulturgeschichte in Europa
Kaiser Friedrich II (1194–1250) ist der früheste nachgewiesene europäische Halter eines Gelbwangenkakadus. Sein etwa 1240 entstandenes Werk „De arte venandi cum avibus“ („Über die Kunst, mit Vögeln zu jagen“) besitzt vier sehr realistische Darstellungen eines Gelbhaubenkakadu, die vermutlich das gleiche Tier zeigen.
Den Kakadu hatte Friedrich II als persönliches Geschenk eines Sultans vor 1228 aus Kairo erhalten, islamische Handelsbeziehungen reichten damals bis Celebes also die Heimat des Gelbwangenkakadu.

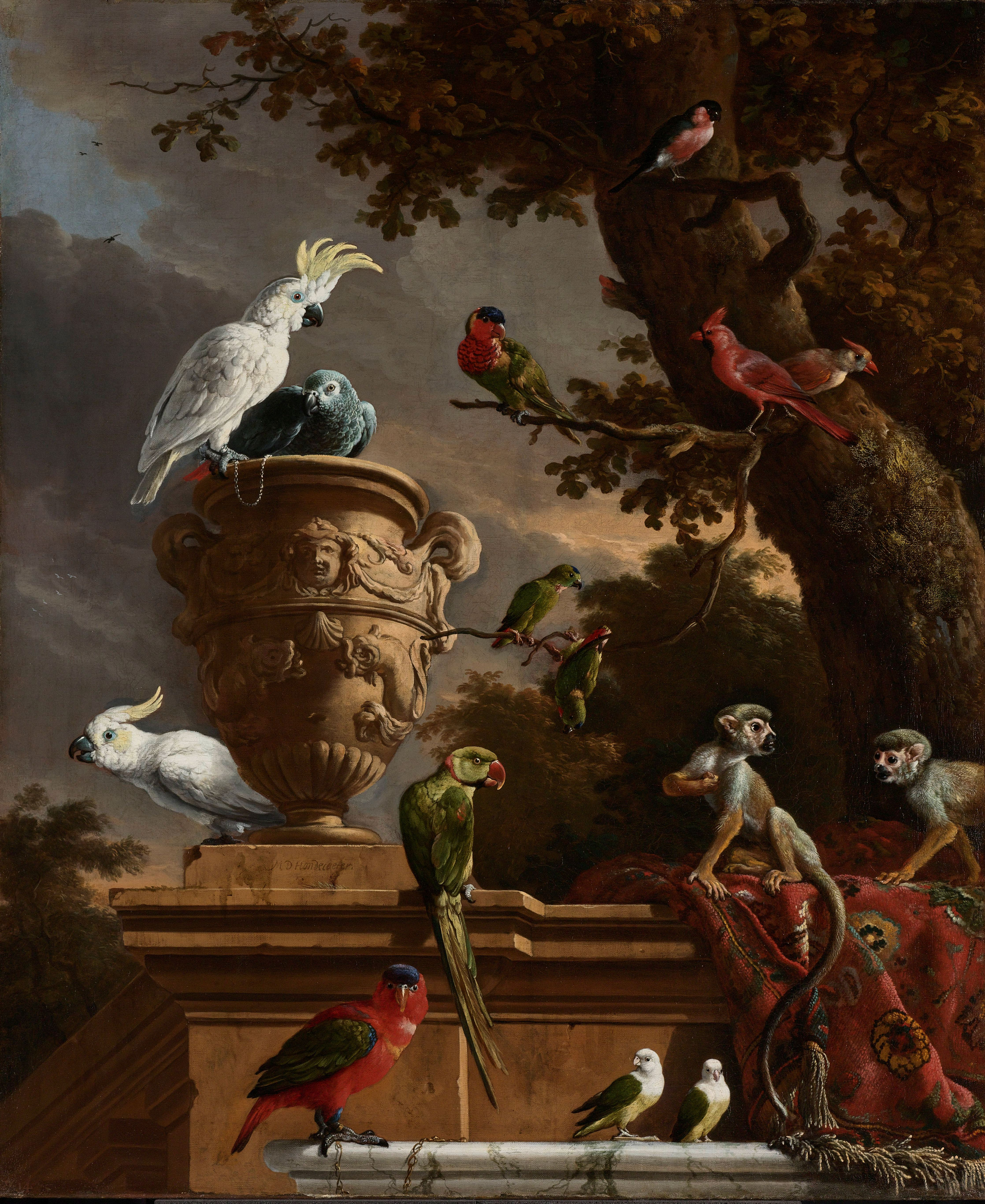
Die Menagerie (etwa 1690) des niederländischen Malers Melchior de Hondecoeter. Eine bunte Mischung afrikanischer (Graupapagei, Grauköpfchen) und asiatischer Papageien (Großer Alexandersittich, Blaukrönchen – in typischer Körperhaltung –, Frauenlori?, Allfarblori) sowie zwei Gelbwangenkakadus. Der untere Kakadu zeigt eine typische Körperhaltung, die ein Beleg dafür ist, dass der Künstler einen lebenden Kakadu als Vorbild hatte. Der auf dem Gefäßrand sitzende Kakadu ist mit einer Fußkette gemalt, die zur Fesselung eines Papageis bei der Haltung auf einem Papageienständer diente.

Seit dem 17. Jahrhundert brachten niederländische Seefahrer (das Herkunftsgebiet gehörte zu den Niederländischen Kolonien), Gelbwangenkakadus vermehrt nach Europa. Sie tauchen entsprechend auf Gemälden – nicht nur niederländischer Maler – dieser Zeit auf. Erste wissenschaftliche Abbildungen finden sich auch in dieser Zeit, etwa bei Conrad Gessner.
1788 beschrieb und benannte Johann Friedrich Gmelin die Art wissenschaftlich in seiner Überarbeitung von Linnés systema naturae. Die Artbezeichnung „sulphurea“ bedeutet wörtlich schweflig, im übertragenen Sinne ist schwefelgelb, also die Haubenfarbe gemeint. Die heutige Gattungsbezeichnung Cacatua entstammt einer malaiischen Sprache und ist vermutlich eine lautmalerische Nachahmung der Kakadustimme.
1924 gelang M. T. Allen die Welterstzucht in England. In der zweiten Hälfte des 20. Jahrhunderts bestanden in einigen europäischen Ländern sehr gute Volierenbestände der Nominatform und des Orangehaubenkakadu. Die nicht einfachen Unterscheidungmöglichkeiten der Unterarten führten vielfach zu Mischlingen. Auch mit dem Gelbhaubenkakadu existieren Hybriden.